# Александр Вологодский
Александр Вологодский (Александр Николаевич Баданин; 1846—1913) — священнослужитель Православной российской церкви, служил при Вознесенской церкви города Вологды.
Местночтимый святой Вологодской епархии, память совершается 9 (22) февраля (день прославления) и 10 (23) марта (день преставления).

## Жизнеописание
Отец Александр Баданин родился в 1846 году в г. Никольске Вологодской губернии.
Его отец диакон Сретенского собора г. Никольска, доживший до глубокой старости, Николай Петрович Баданин отличался набожностью, смирением и удивительной простотой; равно благочестива и проста была и мать отца Александра.
Получил образование в духовном училище и в Вологодской духовной семинарии, курс которой окончил с званием студента в 1868 году.
Служил Александр Николаевич в духовных училищах сначала в качестве преподавателя Солигаличского (Костромской губернии), Вологодского и Тотемского духовных училищ, затем помощника смотрителя Тотемского духовного училища и учителя приготовительного класса Вологодского духовного училища.
В 1883 году преосвященным Израилем Александр Николаевич был рукоположен во священника и назначен клириком кафедрального собора Вологды.
В феврале 1891 г. был переведён клириком Вознесенской церкви.
У Вознесенского храма не было прихода, доходы были очень малы.
В октябре месяце доход составил 3 р. 70 коп. Когда батюшка вышел из храма, одна бедная женщина попросила у него подаяние. Он отдал всё, сказав: «Не стоит такую малость домой нести».
Батюшка стал усердно служить и народ пошёл к его службам, полюбил его храм, и доход прихода стал лучше других.
Отец Александр служил ежедневно и всегда в храме были богомольцы.
После обедни служил молебен Животворящему Кресту и читал акафист Страстям Христовым.
В воскресенье, после ранней литургии, отец Александр служил молебен пред образом Божией Матери Троеручицы, который он особенно чтил.
По окончании богослужения служил частные молебны каждому святому, память которого была в тот день. Служил панихиды, поминая всех записанных в поминаньях.
После завершения службы он долго молился в алтаре, и затем прикладывался ко всем иконам храма.
Проповедовал отец Александр обычно, когда народ прикладывался ко кресту. Подходившие ко кресту слышали именно то, что им особенно было нужно узнать в эту минуту, слышали ответы на волновавшие их вопросы, и уходили утешенными.
Господь за смирение и благочестие даровал отцу Александру дар видеть мысли и намерения людей, с верою приходивших к нему, как к молитвеннику, Богу угодному.
Часто бывавший проездом на родину в Вологде отец Иоанн Кронштадтский, когда его вологжане просили помолиться и поучить жить, говорил: «У вас есть свой молитвенник, к нему обращайтесь», — и при этом называл имя отца Александра Баданина.
Денег у Батюшки никогда на руках не было, потому что всё что было раздавал нуждающимся. Жена его была подобно ему очень доброй и всё, что могла, отдавала бедным.

## Друзья отца Александра
Перед смертью он завещал похоронить себя рядом с дочкой Варей и отцом Феодором, близким его духовным другом.
Отец Феодор был старцем высокого роста и жил один на краю города во Фрязинове в маленькой келии.
Изможденный, худой, с проницательными глазами он выглядел подвижником, жившим в Боге. Говорили, что он был иеромонахом одного монастыря, ушедший от славы человеческой ради подвига в леса, прилегающие к Семигородней пустыни, Кадниковского уезда.
Потом он переселился на окраину г. Вологды.
Он любил храмы Божии, имел дар умиления и слез и дар прозорливости.
Старец Феодор был любимым собеседником отца Александра.
Когда Феодорушка серьёзно заболел, отец Александр почти ежедневно навещал его и причащал св. Христовых Таин, по смерти похоронил его на Горбачевском Лазаревском кладбище вблизи храма святого праведного Лазаря Четверодневного, где и сам захотел быть погребенным.
Другим духовным другом отца Александра был тогдашний инспектор Вологодской духовной семинарии отец Феофан (Харитонов), истинный монах, подвижник, при исполнении многосложных инспекторских обязанностей, служивший ежедневно литургию, при высоком духовном подвиге обладавший детскою простотою и незлобием.
Ради высших подвигов он оставил службу и славную карьеру, которая его ожидала, и ушёл на св. Афон вести скитальческую жизнь и подвизаться в глубоком пустынном уединении.
Там он со временем принял схиму с именем Феодосий и стал знаменитым афонским подвижником, старцем иеросхимонахом Феодосием Карульским.
Современные патрологи считают отца Феодосия "последним заметным представителем традиции старца Паисия (Величковского), работы которого он переводил, а такжек прп. Никодима Святогорца.
Часто навещал отца Александра иеромонах Крестовой церкви архиерейского дома отец Симеон, чтобы поучиться у него духовной мудрости.
Он был инок редкой доброты, имевший дар утешения.
К нему притекали за советом жители Вологды и иногородние.
Приезжал из с. Борка к отцу Александру, чтобы подкрепиться в подвиге пастырском, популярный далеко за пределами своего прихода, отец Василий Соколов.
Вот главные духовные собеседники отца Александра.

## Награды
Влияние духовное на народ отца Александра было огромное. Из далеких городов приезжали к нему, чтобы помолиться в храме Вознесения с истинным пастырем и получить добрый совет на пользу души.
Епархиальное начальство отметило своё внимание к его деятельности награждением его наперсным золотым крестом, от Синода выдаваемым.
С глубоким смирением отец Александр отнёсся к этой награде. Он сказал, что получил её по ошибке, ибо он есть ничто, куча навоза, и повесил крест на келейный образ Царицы Небесной.

## Старчество
Отец Александр никогда не отличался здоровьем, был человеком болезненным.
Во время служения священником у Вознесения болезнь его так развивалась, что ему в тяготу стало и служить.
Заметно, что страдания батюшки были сильны.
Это заставило его уйти заштат, но не на покой, так как у отца Александра, со времени выхода заштат, начинался новый период его жизни, продолжившийся до смерти его, время старчества.
Подобно Оптинским старцам Амвросию, Иосифу и другим отец Александр, прикованный болезнью к своему стулу, служил Церкви Христовой молитвою, утешением скорбящих, врачеванием душевных недугов народа.
На одной стене его комнаты висело громадное изображение преподобного Серафима, весьма чтимое отцом Александром. Всех входящих в комнату отец Александр благословлял, но руки целовать не давал, а велел всегда им приложиться к руке преподобного Серафима.

## Как спастись
На вопрос: «Батюшка, как спастись?», отец Александр чаще всего отвечал: «Читай жития святых и они научат тебя, как спастись. Каков ты, я могу узнать, когда спрошу, что ты читаешь, все хотящие спастись читали слово Божие и жития святых, делайте и вы тоже».

## Прославление
Укрепление веры, благодатная помощь, чудеса, исцеления, не оскудевающие до сих пор — все это способствовало прославлению праведного Александра в лике местночтимых святых Вологодской епархии, которое состоялось в 2000 году.